# Makro-Chibcha jezici
Macro-Chibchan (Chibchan-Paezan).- velika etnolingvistička porodica indijanskih jezika i plemena iz sjeverozapadne Južne Amerike i velikih predjela srednje Amerike. Uz porodicu Chibchan ona, treba uzeti s rezervom, obuhvaća i porodice: Atacamenan, Barbacoan, Chirianan, Chocoan (?), Cuitlatec, Guarauan, Itonama, Jirajaran, Lenca, Misuluan, Muran, Paya, Rama, Talamancan, Xincan, Yuncan. 
Velika porodica Macro-Chibchan na području od Nikaragve do Ekvadora uključuje oko 40 jezika koje govori više od 400,000 ljudi. U području |kolumbijskih Anda ona je obuhvaćala, danas izumrli jezik Chibcha Indijanaca, koji su imali visokorazvijenu kulturu. 
Danas su važniji jezici Indijanaca Guaymi (20,000 govornika), Panama; Move (15,000 govornika) u Panami, Cuna (600 govornika), Páez (37,000) u Kolumbiji, Cayapa i Colorado, oko 4,000 u Ekvadoru.

## Vanjske poveznice
- Ethnologue (14th)
- Ethnologue (15th)

Ethnologue (16th)
- South American Indian languages: Macro-Chibchan languages[neaktivna poveznica]